# Pierre Montlaur (rugby à XV)
Pour les articles homonymes, voir Pierre Montlaur et Montlaur.
Pierre Montlaur, né le 7 février 1963 à Castelsarrasin, et mort le 27 janvier 2024 à Bordeaux, est un joueur international français de rugby à XV évoluant aux postes de demi d’ouverture et d'arrière. En club, il joue la majorité de sa carrière avec le SU Agen. Il se reconvertit ensuite en tant qu'entraîneur.

## Biographie
Formé au CA Castelsarrasin, Pierre Montlaur fait ses débuts seniors sous ces couleurs. Préalablement repéré par le SU Agen lors de ses années en catégorie cadet, il rejoint plus tard le club en 1983, où il restera jusqu'en 1995.
Il a disputé son premier test match le 15 février 1992, contre l'équipe d'Angleterre, et le deuxième et dernier test match contre l'équipe d'Argentine, le 19 mars 1994.
Le 27 octobre 1990, il joue avec les Barbarians français contre la Nouvelle-Zélande à Agen. Les Baa-Baas s'inclinent 13 à 23.
Après sa carrière de joueur, il entraîne les arrières du CA Brive de 1996 à 1998[réf. nécessaire]. Il prend également en charge les arrières de l'équipe d'Espagne des moins de 20 ans.
Pierre Montlaur meurt le 27 janvier 2024 à Bordeaux des suites de la maladie de Charcot.

## Palmarès

### Joueur
- Championnat de France de rugby à XV :
  - Vainqueur (1) : 1988
  - Finaliste (3) : 1984, 1986 et 1990
- Challenge Yves du Manoir :
  - Vainqueur (1) : 1992
  - Finaliste (1) : 1987

### Entraîneur
- Champion d'Europe 1997
- Finaliste de la Coupe d'Europe en 1998

## Statistiques en équipe nationale
- Sélections en équipe nationale : 2
- Sélections par année : 1 en 1992, 1 en 1994
- Tournoi des Cinq Nations disputé : 1992, 1994